# NGC 2247
NGC 2247 est une nébuleuse par réflexion situé dans la constellation de la Licorne. Cette nébuleuse a été découverte par L'astronome irlandais R.J. Mitchell en 1857.